# Vetements

Vetements (фр. vêtements [vɛtmɑ͂] — одяг) — будинок моди, що був заснований у 2014 році братами-грузинами Демном і Гурамом Гвасаліями у Цюриху. Бренд був розроблений з компанією друзів, що мали досвід роботи в Maison Margiela, Louis Vuitton, Balenciaga, Céline. Діючи з філософського та методологічного підходу до відтворення своїх задумів, Демна лише за три сезони привів Vetements до статусу світового класу. Серед розкішних продавців, що пропонують колекції Vetements, є SSENSE, Net-A-Porter, Browns Fashion та Matchesfashion.

## Подіум
Перша колекція Vetements була представлена під час сезону AW14-15 у Парижі
Друга колекція стала першою виставкою сезону SS15 і була представлена в Espace Pierre Cardin у Парижі
Третя колекція AW15-16 була показана під час Тижня моди у Парижі у Le-Depot, паризькому секс-клубі. Презентація SS16 відбулася 1 жовтня 2015 року в ресторані Le Président у паризькому районі Бельвіль.
Показ AW16-17 відбувся в Американському Соборі Святої Трійці у Парижі, на знаменитій Авеню Георга V.
Для сезону SS17, Vetements була запрошена для показу на перший вечір Тижня високої моди, який був проведений у відомому універмазі Galeries Lafayette, під його знаменитим куполом. Щоб представити подіум, повний різноманітних колаборацій, Vetements співпрацювала з 17 різними брендами, включаючи Brioni та Juicy Couture
Показ AW17-18 відбувся 24 січня 2017 року, в Центрі Жоржа Помпіду, найбільшому музеї сучасного мистецтва в Європі.
Колекція SS18 була представлена в рамках заходу «NO SHOW», вона складалась з концерту та виставки фотографій, зроблених Демною в околицях Цюриха, куди недавно переїхала штаб-квартира компанії.
Для своєї колекції AW18-19 Ветма повернулася на подіум, показавшись за межами Парижа, на антикварних ринках Marché Paul Bert Serpette в Сент-Уан
Колекція SS19, 10 по рахунку колекція, глибоко відобразила виховання Гвасалії та його від'їзд з Грузії. Показ відбувся 1 липня 2018 року у Парижі, за бульваром Периферік. Чимало моделей було доставлено з Грузії.

## Співробітництво
Vetements добре відома своїми колабораціями з різними брендами.
На показі SS17 було представлено 17 колаборацій з різними брендами : Alpha Industries, Brioni, Canada Goose, Carhartt, CDG, Champion, Church's, Dr. Martens, Eastpak, Hanes, Juicy Couture, Levi's, Lucchese, Mackintosh, Manolo Blahnik, Reebok, Schott NYC і Umbro

## Критика
У 2017 році Vetements критикували за продаж ювелірних виробів, що можуть трактуватися як атрибутика для наркотиків.